# 페르시아 이름
페르시아의 이름은 현재 이란 이슬람 공화국에 해당하는 국가의 역사상 통칭인 페르시아의 사람들이 사용하는 이름을 말한다. 팔레비 국왕(1925~1941)이전에 페르시아인들은 별도의 규격화된 성을 사용하지 않았으며, 이름에 여러 가지 접미사가 붙어 다른 이름과 구별되었다. 팔레비 왕조 시절 세속화 정책으로 터키나 나세르 치하의 이집트처럼 성명을 갖춘 호칭체계가 만들어졌다. 이후 이란인의 성은 그들이 거주하는 지명에 접미사를 붙여 호칭된다.
- 테헤란 - 테흐라니(Tehrani)
- 마잔다라 주 - 마잔다라니

대표적인 페르시아 전통 이름은 다음과 같다.
- 아바단 (Abadan) : 번영
- 아바다르드 (Abadard) : 부자
- 압툼 (Abtum) : 풍부한 물을 가져오는 자
- 아플라툰 (Aflatun) : 명왕성
- 아훈 (Ahum) : 신이 소유한 자
- 아이라만 (Airyaman) : 천사
- 아마르다드 (Amardad, 아마르다테스) : 불사
- 아마반드 (Amavand) : 힘이 센 자
- 아오슈나르 (Aoshnar) : 지혜
- 아라스티 (Arasti) : 경외받는 자
- 아르다시르 (Ardashir, 아르타크세르크세스, 아레타크샤트라) : 통치자
- 아르다반 (Ardavan, 아르타바누스) : 신성함의 수호자
- 아르샨 (Arshan) : 영웅
- 아르반드 (Arvand) : 용감한
- 아르자니 (Arzani) : 가치있는
- 아슈타드 (Ashtad) : 기쁨, 환희
- 아스판다드 (Aspandad) : 겸손
- 아스판디아르 (Aspandiyar) : 신의
- 아타르스 (Atars) : 의심없는
- 아자드 (Azad) : 고귀한, 자유
- 아즈만 (Azman) : 무한
- 바흐만 (Bahman) : 마음씨 좋은
- 바흐람 (Barham) : 승리
- 바흐트야르 (Bakhtyar) : 운 좋은
- 발라스 (Balash, 볼로가세스) : 말, 말처럼 강건한, 빠른
- 밤다트 (Bamdat) : 새벽
- 바스타바르 (Bastavar) : 아베스타 신화의 영웅의 이름
- 베흐루즈 (Behruz) : 좋은 날에 태어난
- 베레자반트 (Berezavant) : 매우 기쁜
- 체르케스 (Cherkes, 크세르크세스) : 영웅 중의 영웅
- 다라즈다스트 (Darazdast) : '긴 팔'. 아케메네스조 페르시아 아르타크세르크세스 1세의 별명에서 유래
- 다리우스 (Daryoush)
- 다스탄 (Dastan) : 힘센
- 드라바습 (Dravasp) : 건강한 말
- 에메트 (Emet) : 희망
- 파르다드 (Fardad, 프라다테스) : 영광을 받은
- 파르하드 (Farhad, 프라아테스)
- 파로크 (Farrokh) : 경사스러운, 축복받은
- 파르사크 (Farsak) : 진보
- 파르잔 (Farzan) : 많이 배운
- 피르도우스 (Firdous) : 낙원
- 프라샤오슈트라 (Frashaoshtra) : 유용한 낙타같은
- 파르바르딘 (Farvardin, 프라오르테스) : 첫 번째 달, 정월. 옛 메디아의 왕
- 구다르즈 (Goudarz, 고타르제스)
- 가요마르드 (Gayomard) : 필사의 삶
- 귀슈탐 (Gushtam) : 유복한 집안
- 귀슈타습 (Gushtasp)
- 하프탄바드 (Harfanbad)
- 호르마즈드 (Hormazd, 호르미즈드) : 아후라마즈다
- 후샹 (Hooshang) : 지식
- 후탄 (Hutan) : 몸이 좋은
- 후즈바크 (Huzvak) : 말을 잘하는
- 이슈바트 (Ishvat) : 욕심 많은
- 이라즈 (Iraj)
- 자한다르 (Jahandar) : 세계의 수호자
- 자한기르 (Jahangir) : 세계의 정복자, 러시아어의 '블라디미르'에 해당
- 잠쉬르 (Jamshir)
- 잠쉬드 (Jamshid)
- 자베단 (Javidan) : 영원한
- 캄란 (Kamran) : 하는 일마다 성공하는
- 카리만 (Kariman)
- 카부스 (Kavus) : 신자
- 케르페가르 (Karfegar) : 진가를 알아보는 자
- 케르샤습 (Karshasp)
- 케반 (Kavan) : 토성
- 호자스테 (Khozasteh) : 경사스러운
- 호르다드 (Hordad) : 우아하게 태어난
- 호람 (Khorram) : 기쁨
- 호다반드 (Khodavand) : 신의 종
- 호다바흐 (Khodavakh) : 신의 선물
- 호다다드 (Khodadad) : 신이 만든
- 호다마르드 (Khodamard) : 신의 남자
- 호다모라드 (Khodamorad) : 신이 원하는 자
- 호다파라슈트 (Khodaparsht) : 신에게 바친 자
- 호다람 (Khodaram) : 신의 기쁨
- 호다야드 (Khodayad) : 신이 기억하는 자
- 호다야르 (Khodayar) : 신의 친구
- 호르쉬드 (Khorshid) : 태양
- 호스로 (Khosrau) : 칭송받는 자
- 카바드 (Kavadh) : 효자
- 쿠루쉬 (Kurush, 키루스) : 멀리 보는 자
- 마르주반 (Marzuban) : 제후, 변경백, 후작
- 메흐라프샨 (Maherafshan) : 사랑에 미친 자
- 메흐르다드 (Mehrdad, 미트라다테스) : 태양이 빚은 자
- 메흐르자드 (Mahrzad) : 태양의 아들
- 마누셰흐르 (Manuchchr) : 신성한 모습
- 나오루즈 (Naoruz) : 새해, 설날
- 나오샤드 (Naoshad) : 새로운 기쁨
- 나오자드 (Naozad) : 새로 태어난
- 나르세 (Narseh, 나르세스)
- 네바자르 (Nevazar) : 불처럼 겁없는
- 파반드 (Paband) : 안전한
- 파드만 (Padman) : 중용의
- 파흘라반 (Pahlavan) : 영웅, 전사
- 파크탄 (Paktan) : 순수한 몸
- 파라스타르 (Parastar) : 기도하는 자
- 파호르 (Pakhor, 파코루스)
- 파르베즈 (Parvez) : 승리하는 자
- 파신 (Pashin) : 전진하는 자
- 페로즈 (Peroz) : 항상 승리하다
- 페쇼탄 (Pashotan) : 지혜롭게 행동하다
- 피슈카르 (Pishkar) : 의무에 충실하다
- 폴라드 (Polad) : 강철 같은
- 라투슈트라 (Rasushtra) : 차라투슈트라(조로아스터)의 동생 이름
- 라요만드 (Rayomand) : 영광에 가득찬
- 샤리아르, 샤푸르 (Shahryar, Shapur) : 왕의 아들, 왕자
- 셰르샤 (Shershah) : 사자왕
- 소흐랍 (Sohrab) : 모습이 빛나는, 잘생긴
- 스피타만 (Spitaman) : 순백의, 훌륭한
- 스티반트 (Stivant) : 꾸준함
- 타흐마습 (Tahmasp) : 힘센 말을 가진
- 타흐마탄 (Tahmatan) : 힘센 몸을 가진
- 트리타크 (Thritak) : 세 번째의
- 티그란 (Tigran) : 명궁, 활을 잘 쏘는
- 티란다즈 (Tirandaz) : 명궁, 활을 잘 쏘는
- 티리다드 (Tiridad, 티리다테스)
- 티슈타르 (Tishtar) : 시리우스
- 투스 (Tus) : 만족하는, (다스탄 설화에서) 가시브와 함께 다스탄의 형
- 바니타르 (Vanitar) : 정복자
- 바라즈다드 (Varazdad, 바라즈다테스) : 멧돼지를 주는 자, 베푸는 자
- 바르단 (Vardan, 바르다네스) : 용감한
- 바스나 (Vasna) : 어디서나 존재하는
- 바스파르 (Vaspar) : 관대한
- 비슈나습 (Vishnasp)
- 비슈타습 (Vishtasp, 히스타스페스)
- 보후페레스 (Vohuperes) : 좋은 질문을 하는 자
- 야드가르 (Yadgar) : 기억
- 야비슈트 (Yavisht) : 젊은
- 야즈단다드 (Yazdandad, 야즈단다테스), 야즈드기르드 (Yazdgird) : 천사가 빚은 자
- 차라투슈트라 (Zaratushtra)

이들 전통 이름은 메디아, 아케메네스 왕조 시절부터 지금까지 널리 사용되고 있는 이름들이다.